# Dryopomera javana
Dryopomera javana es una especie de coleóptero de la familia Oedemeridae.

## Distribución geográfica
Habita en Indonesia.